# Alessandro Roberto
Alessandro Roberto (* 22. Mai 1977 in Vercelli) ist ein ehemaliger italienischer Skirennläufer. Der Riesenslalomspezialist startete von 1999 bis 2008 im Weltcup, wo er zweimal unter die besten zehn fuhr, und nahm an den Weltmeisterschaften 2001 sowie den Olympischen Winterspielen 2002 teil.

## Biografie
Zu Beginn seiner Karriere war Alessandro Roberto mehrere Jahre bei FIS-Rennen und den nationalen Meisterschaften am Start, hauptsächlich in seiner Spezialdisziplin Riesenslalom, fuhr aber nur selten unter die besten zehn. Nachdem er in der Saison 1998/99 erste Podestplätze erreicht hatte und am 2. Dezember 1999 mit dem Sieg im Riesenslalom von Alleghe erstmals ein FIS-Rennen gewann, stieg er in den italienischen Nationalkader auf und kam fortan auch im Welt- und Europacup zum Einsatz. Im Europacup fuhr er in der Saison 1999/2000 mit Ausnahme des ersten Rennens in jedem Riesenslalom unter die besten zehn, erzielte zu Saisonende zwei zweite Plätze in Sella Nevea und Kappl und wurde Fünfter in der Riesenslalom-Gesamtwertung. Bis Januar 2001 fuhr er neben dem Weltcup weiter im Europacup und beendete weiterhin fast alle Rennen in den Top 10.
Zwölf Tage nach seinem Europacupdebüt nahm Alessandro Roberto am 19. Dezember 1999 auch erstmals an einem Weltcup-Riesenslalom teil. Während er sich im ersten Rennen noch nicht für den zweiten Lauf qualifizierte, gewann er bei seinem zweiten Einsatz am 5. Februar 2000 mit Platz 24 die ersten Weltcuppunkte und erreichte drei Wochen später mit Platz 15 in Yongpyong sein bestes Saisonresultat. In der Saison 2000/01 nahm er mit Ausnahme des Weltcupfinales bereits an allen Weltcup-Riesenslaloms teil und erzielte diesmal als bestes Ergebnis den zwölften Platz in Adelboden. Er kam auch bei den Weltmeisterschaften 2001 in St. Anton am Arlberg zum Einsatz, wo er den 13. Platz belegte. Sein bestes Weltcupergebnis überhaupt gelang dem Italiener am 20. Dezember 2001 im Riesenslalom von Kranjska Gora, als er den siebenten Platz erreichte. Anschließend konnte er auch bei den Olympischen Winterspielen 2002 in Salt Lake City starten, erreichte dort aber nur den 22. Platz. Das zweite Top-10-Ergebnis seiner Karriere erzielte Alessandro Roberto am 15. Dezember 2002 mit Platz neun im Riesenslalom von Val-d’Isère und mit konstanten Leistungen erreichte er in der Saison 2002/03 den 17. Gesamtrang im Riesenslalomweltcup – sein bestes Ergebnis. Im Vorjahr hatte er den 19. Gesamtrang erzielt. Erfolgreich war der der Sportgruppe des Italienischen Heeres (Corpo Sportivo dell’Esercito Italiano) angehörende Athlet auch bei den Militär-Skiweltmeisterschaften 2003 in Pyhätunturi, wo er die Bronzemedaille im Riesenslalom gewann.
Die Karriere des Italieners wurde zu Beginn der Saison 2003/04 unterbrochen. Bei einem Sturz im Riesenslalom von Sölden zog er sich Verletzungen im linken Knie zu und musste den Rest des Winters pausieren. In seiner Comebacksaison 2004/05 gelang es Roberto nicht, an seine früheren Ergebnisse anzuschließen. Im Weltcup konnte er nur zweimal punkten und auch im Europacup erreichte er keine Top-10-Resultate, nur bei den Militär-Skiweltmeisterschaften 2005 in Predeal gewann er die Silbermedaille im Riesenslalom. In der Saison 2005/06 kam er daher nur einmal im Weltcup zum Einsatz, blieb aber ohne Punkte. Er bestritt vorwiegend Europacuprennen, erreichte in der zweiten Saisonhälfte wieder mehrere Top-10-Ergebnisse und stand im letzten Riesenslalom in Altenmarkt-Zauchensee als Dritter wieder auf dem Podest. In der Riesenslalomwertung wurde er Achter. Zum einzigen Mal nahm er auch an zwei Super-Gs im Europacup teil, kam dabei aber nicht unter die besten 30. Nachdem er im November 2006 zwei Riesenslaloms im Nor-Am Cup gewonnen hatte, kam er ab der Saison 2006/07 wieder im Weltcup zum Einsatz. Er fuhr regelmäßig in die Punkteränge und kam zweimal unter die besten 20. Zudem wurde er im März 2007 Italienischer Vizemeister im Riesenslalom hinter Peter Fill. Nach einer neuerlichen Verletzung musste er die folgende Saison 2007/08 bereits im Dezember beenden. Im Winter 2008/09 nahm Alessandro Roberto nur noch an jeweils einem Welt- und Europacuprennen teil und beendete danach seine Karriere.

## Erfolge

### Olympische Winterspiele
- Salt Lake City 2002: 22. Riesenslalom

### Weltmeisterschaften
- St. Anton 2001: 13. Riesenslalom

### Weltcup
- 2 Top-10-Platzierungen und weitere sieben Mal unter den besten 15

### Europacup
- Saison 1999/2000: 5. Riesenslalom-Wertung
- 3 Podestplätze

### Nor-Am Cup
- Saison 2006/07: 3. Riesenslalom-Wertung
- Zwei Siege:

| Datum             | Ort      | Land | Disziplin    |
| ----------------- | -------- | ---- | ------------ |
| 27. November 2006 | Keystone | USA  | Riesenslalom |
| 28. November 2006 | Keystone | USA  | Riesenslalom |

### Weitere Erfolge
- Italienischer Vizemeister im Riesenslalom 2007
- Silbermedaille im Riesenslalom bei den Militär-Skiweltmeisterschaften 2005
- Bronzemedaille im Riesenslalom bei den Militär-Skiweltmeisterschaften 2003
- 2 Siege in FIS-Rennen